# Антонов-Овсієнко Антон Володимирович
Антон Володимирович Антонов-Овсієнко (23 лютого 1920, Москва, Російська РФСР — 9 липня 2013, Москва, Росія) — радянський і російський історик та письменник. Директор російського Державного музею історії ГУЛАГу. Член виконкому Міжнародної Ліги захисту Культури, радник правового управління Державної Думи РФ, керівник Московської регіональної організації жертв політичних репресій. Автор численних публікацій про Й. Сталіна. Батько російського історика і журналіста Антона Антонова-Овсієнка, син революціонера та державного діяча Володимира Антонова-Овсієнка.

## Біографія
Син російського революціонера, радянського державного діяча Володимира Антонова-Овсієнка. Мати, Розалія Борисівна Кацнельсон — в 1929 була заарештована як «ворог народу» і в 1936 покінчила життя самогубством у в тюрмі в Ханти-Мансійську. Батько був заарештований в 1937 і в лютому 1938 розстріляний.
З 1935 студент історичного факультету Московського державного педагогічного інституту, який закінчив в 1939. З 1938 працював екскурсоводом в художніх музеях і виставках.
В 1940, 22 червня 1941, в 1943 був заарештований радянськими спецслужбами, був ув'язнений.
З 1953 по 1960 працював культпрацівником у санаторіях і будинках відпочинку в Євпаторії, Алупці, Гаграх. Під псевдонімом Антон Ракітін видав кілька книг: «Ім'ям революції» (1965), «В. О. Антонов-Овсієнко» (1975).
У листопаді 1984 знову був заарештований, звинувачений в антирадянській агітації, висланий з Москви, куди повернувся в 1986.
З 1995 керував Спілкою організацій жертв політичних репресій Московського регіону. Засновник і перший директор (з 2001 року) Державного музею історії ГУЛАГу.
Похований в Москві на Новодівичому цвинтарі.